# 濱海區 (多哥)
濱海區是多哥的五個區之一，位於該國最南端，是面積最小、人口最多和唯一擁有海岸線的區份，東臨貝寧，南面是貝寧灣，西接加納，北毗高原區。濱海區的首府是洛美，其他重要城市還有策维埃和阿內霍，下分1市（洛美）和7省，分別是阿維省、海灣省、湖泊省、沃省、約多省和齊奧省。
1. ↑  . hdi.globaldatalab.org.   [2018-09-13]. （原始内容存档于2018-09-23） （英语）.